# Божидар
Божида́р (настоящее имя — Богда́н Петро́вич Горде́ев, 1894—1914) — русский поэт, теоретик стиха.

## Биография
Богдан Гордеев родился в семье профессора Харьковского ветеринарного института и школьной учительницы словесности. Прадед по отцу — потомок казаков из Умани, прабабка, урожденная Бакаева,— из знатного татарского рода. В 1913 окончил с золотой медалью гимназию. Взял псевдоним Божидар, быстро сблизился с футуристической группой «Центрифуга». В марте 1914 стал одним из основателей харьковского издательства «Лирень» (где участвовали также Николай Асеев и Григорий Петников). В том же году вышла единственная книга стихов Божидара — «Бубен» (в правописании автора, смешивающего графику латиницы и кириллицы — «Byben»).
В ночь на 7 сентября 1914 повесился в лесу около селения Бабки под Харьковом; отчасти самоубийство Божидара было связано с началом Первой мировой войны. В 1916 году вышло посмертное 2-е издание «Бубна», дополненное неизданными стихотворениями.

## Творчество
Божидар испытал сильное влияние Велимира Хлебникова, что отразилось и на выборе псевдонима (Божидар — южнославянское имя, как и Велимир). Был посмертно включён Хлебниковым в «Общество председателей земного шара», его имя Хлебников поставил под манифестом «Труба марсиан» в 1916 году.
Посмертно был опубликован трактат Божидара по стиховедению «Распевочное единство размеров», согласно которому метры («размеры») объединяются общим ритмом («распевом»). Собственные стихи Божидара написаны в соответствии с этими принципами (в частности, в них особым образом отмечен ритм чтения); для них характерна славянизированная лексика, звукопись, разрушение синтаксиса. Предисловие к трактату написал поэт-футурист и стиховед Сергей Бобров. Роман Якобсон характеризовал это сочинение как «стиховедческие фантазии», Михаил Гаспаров видел в теории и практике Божидара «систематическую до болезненности разработку» «мимолётных открытий» Хлебникова, признавая Божидара всё же «самым ярким» из последователей Велимира.

## Сочинения
- Byben. — М.: Лирень, 1914. — 12 с.
- Бубен: Стихи. — 2-е изд. — М.: Лирень, 1916. — 42 с.
- Распевочное единство. — М.: Центрифуга, 1916. — 84 с.